# Allen Córdoba
Allen Octavio Córdoba Pose (nacido el 6 de diciembre de 1995) es un jugador de cuadro de béisbol profesional panameño de los Yaquis de Ciudad Obregón de la Liga Mexicana del Pacífico. Ha jugado en la Major League Baseball para los Padres de San Diego. Hizo su debut en las Grandes Ligas el 3 de abril de 2017.

## Carrera

### St. Louis Cardinals

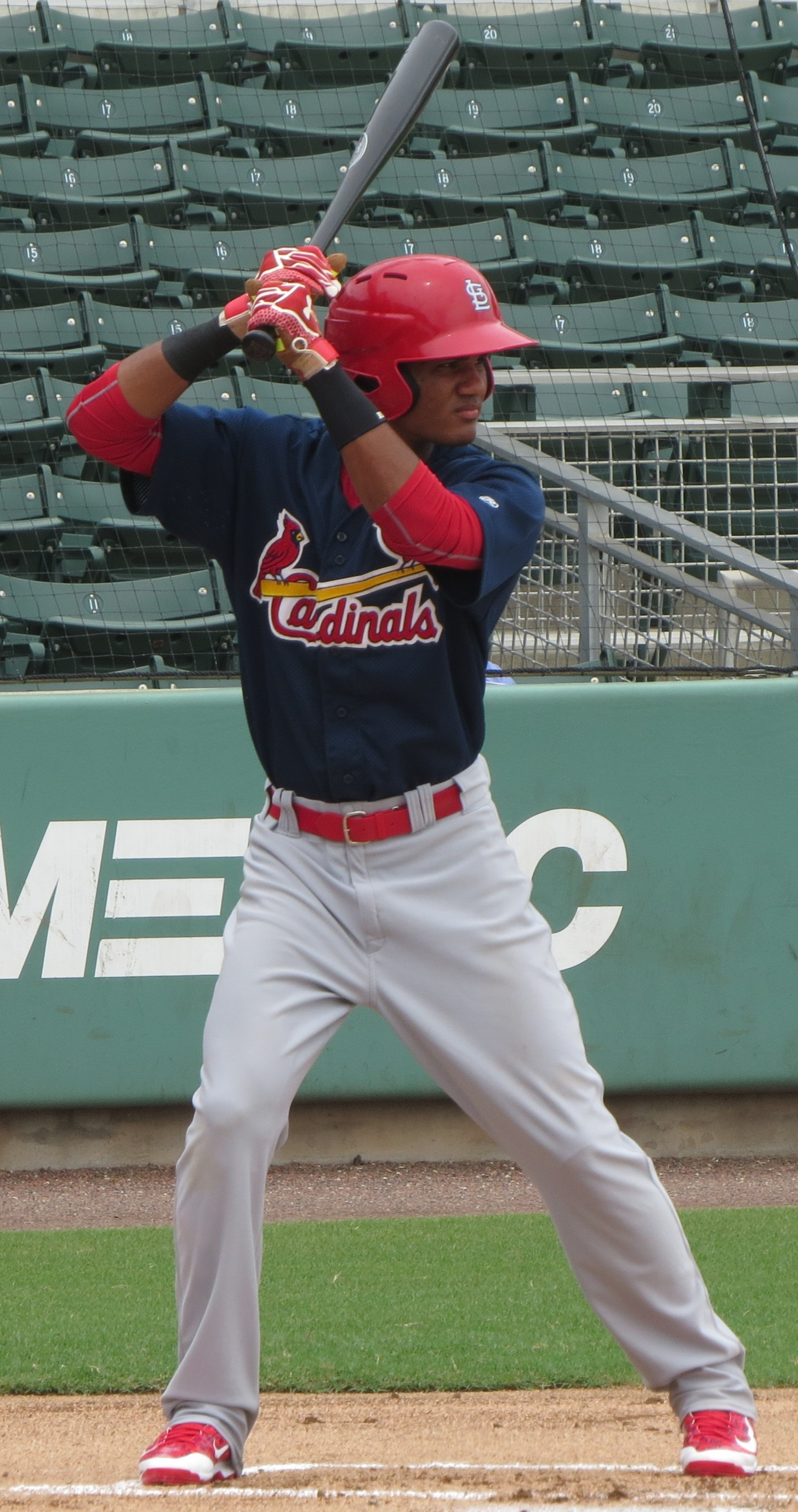
Córdoba bateando para los GCL Cardinals en 2015

Córdoba firmó con los St. Louis Cardinals como agente libre internacional el 12 de abril de 2013. Hizo su debut profesional con los DSL Cardinals en 2013 y también jugó para el club en 2014, bateando .272 y .258 respectivamente. Fue el Jugador Más Valioso (MVP) de la Liga de la Costa del Golfo en 2015 después de batear .342 en 53 juegos, y ganó el título de bateo de la Liga de los Apalaches mientras jugaba con un promedio de bateo de .362 con los Johnson City Cardinals en 2016. Con Johnson City, hizo 220 apariciones en el plato, bateó .362, porcentaje de embase de .427, 16 dobles y cinco triples.

### Padres de San Diego
Córdoba fue seleccionado por los Padres de San Diego después de la temporada en el draft de la Regla 5 de 2016.Córdoba entró en la lista del Día Inaugural de 2017 de los Padres. A los 21 años, nunca antes había jugado por encima de la liga de novatos. Conectó su primer jonrón en las Grandes Ligas el 18 de abril de 2017, contra Jaime García en la séptima entrada de la derrota por 5-4 ante los Bravos de Atlanta en SunTrust Park. Córdoba estaba bateando hasta .310 el 2 de junio, pero luego se desplomó y, como resultado, perdió tiempo de juego. Córdoba hizo un total de 42 aperturas en 2017, 24 en el jardín izquierdo, 15 como campocorto, 2 en el centro y 1 en el derecho, pero solo tuvo 56 apariciones en el plato después del receso por el Juego de Estrellas. Córdoba hizo 11 de sus aperturas en la izquierda en mayo después de que Travis Jankowski sufriera una lesión en el pie, pero fue desplazado por José Pirela, quien subió a principios de junio. Vio más tiempo de juego como campocorto en junio, pero los Padres optaron por quedarse con Erick Aybar y luego con Dusty Coleman cuando Aybar estaba en la lista de lesionados. Córdoba terminó la temporada con una línea de bateo de .208/.282/.297 y 4 jonrones en 202 turnos al bate.Córdoba se perdió el comienzo de la temporada 2018 por una conmoción cerebral y no hizo apariciones en las mayores después de luchas en High-A con Lake Elsinore Storm . El 20 de noviembre de 2018, Córdoba fue designada para asignación por los Padres.  El 26 de noviembre, Córdoba fue transferido a Triple-A El Paso.  Córdoba pasó la temporada 2019 en Lake Elsinore, bateando .301/.367/.412 con récords personales en jonrones (5) y carreras impulsadas (43) en 105 juegos. Córdoba no jugó un partido en 2020 debido a la cancelación de la temporada de ligas menores a causa de la pandemia de COVID-19.  Luego de la temporada 2020, jugó con Panamá en la Serie del Caribe 2021.

### Cincinnati Reds

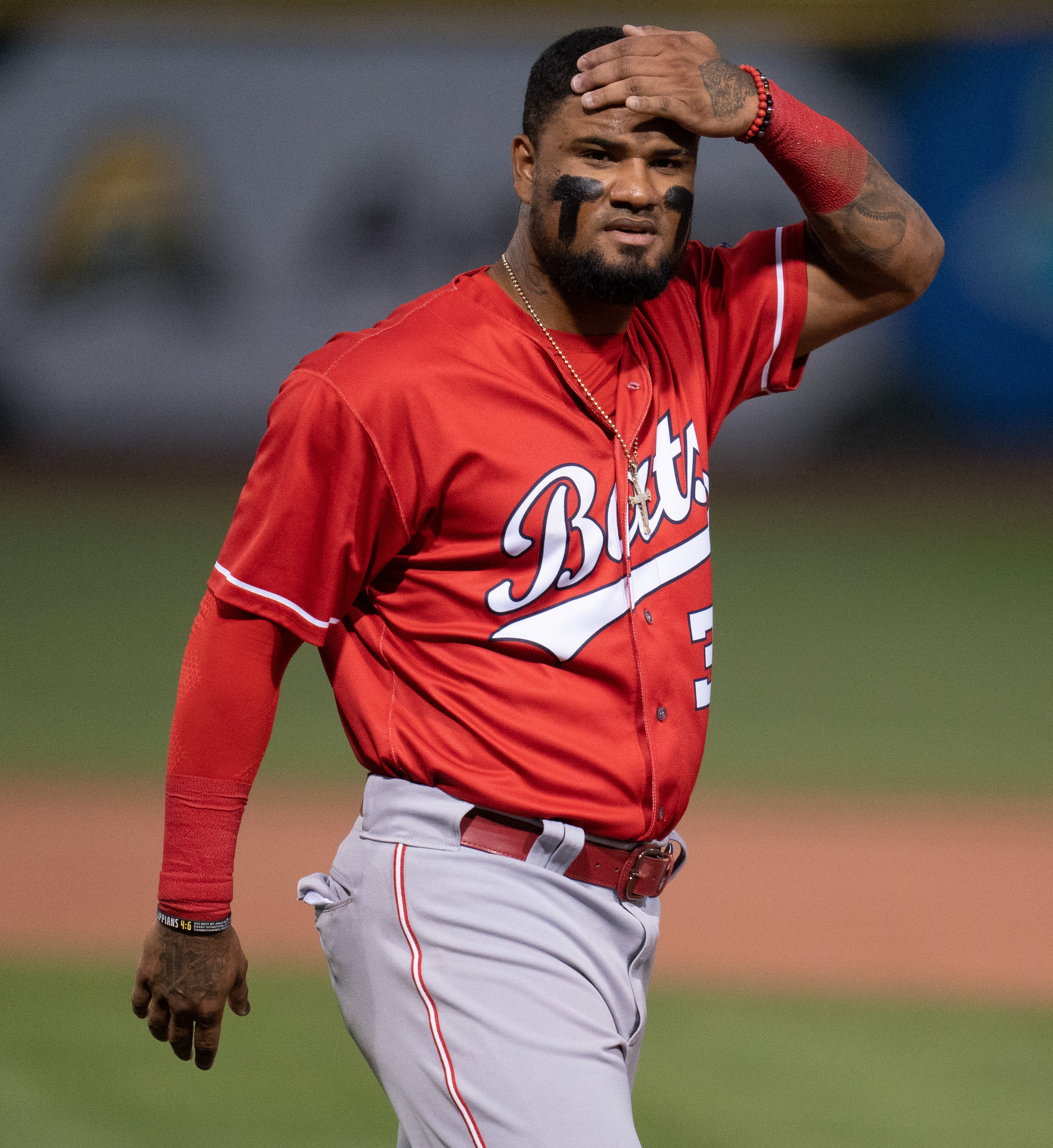
Córdoba con los Louisville Bats en 2022

El 1 de diciembre de 2021, Córdoba firmó un contrato de ligas menores con los Rojos de Cincinnati. Fue puesto en libertad el 19 de junio de 2022.

### Algodoneros de Unión Laguna
El 1 de julio de 2022 Córdoba firmó con los Algodoneros de Unión Laguna de la Liga Mexicana. En 30 juegos, tuvo promedio de .431/.478/.647 con 6 jonrones y 22 carreras impulsadas.

### Yaquis de Obregón
El 18 de octubre de 2022 fue asignado como jugador de los Yaquis de Obregón de la Liga Mexicana del Pacífico, el 20 de diciembre de 2022 los Yaquis colocan a Córdoba en la lista de reserva, el 29 de diciembre de 2022 los Yaquis suben a Córdoba.

### Algodoneros de Unión Laguna
En el 2023 se anuncia el regreso de Córdoba a los Algodoneros de Unión Laguna de la Liga Mexicana. Fueron subcampeones de la Liga Mexicana de Béisbol 2023.

### Yaquis de Obregón
El 6 de octubre de 2023 los Yaquis de Obregón de la Liga Mexicana del Pacífico anuncia el regreso de Córdoba.

## Selección nacional
Córdoba fue seleccionada para representar a Panamá en la clasificación al Clásico Mundial de Béisbol 2023.